# Ejby (Bramsnæs)
Ejby liegt in Bramsnæs, dem unteren Teil der Halbinsel Hornsherred, dem Land zwischen den Fjorden auf der dänischen Insel Seeland. Die Stadt Holbæk liegt im Westen, etwa 12 km entfernt. Die Region am Ende des Isefjordes gehört zum Roskilde Amt und wird von Landwirtschaft und Fischerdörfern geprägt. 
Auf der Nordseite des Flusstales Ejby Ådal, einem Naturschutzgebiet liegt der Troldbykællingen (auch die Zauberhexe genannt), ein Bautastein aus der Wikingerzeit. Eine von der Morgensonne überraschte Hexe soll sich in den Stein verwandelt haben. 
In Bramsnæs findet sich eine Vielzahl von Hünengräbern der Trichterbecherkultur (TBK), fünf davon liegen in und um Ejby. Es handelt sich um drei Dolmen (dänisch Dyssen) und vier Ganggräber (dänisch Jættestuen) aus der Jungsteinzeit etwa 3500–2800 v. Chr. Sie sind Megalithanlage der Trichterbecherkultur (TBK).
Ein Ganggrab (Nr. 312538) liegt am Åvej nahe der Ejby Å mit einer Steinkiste (Hellekiste) im gemeinsamen Hügel. Der Hügel hat 20 m Durchmesser und ist 2,5 m hoch. Das Ganggrab hat 17 Tragsteine und zwei erhaltene Decksteine. Der Gang besteht aus drei Tragsteinpaaren, hat aber nur noch einen Deckstein und den Schwellenstein. Die 2,25 × 0,9 m große endneolithische Steinkiste mit drei Decksteinen liegt am Hügelrand. 
Die zweite Anlage liegt auch nahe der Ejby Å in einem kleineren Hügel. Ihre Kammer misst 6,0 × 2,0 m. 14 Tragsteine ein Deckstein und sechs Tragsteinpaare des Ganges sind erhalten. Das dritte Ganggrab ist stark beschädigt. Von den beiden Dolmen ist nur einer besser erhalten unter den Steinen befindet sich ein Schalenstein. 
Im Bramsnæs Museum in Kirke Hyllinge (etwa 3 km), wo sich auch ein Langbett befindet, wird die Vergangenheit der Region ausgestellt.